# فریت (آهن‌ربا)

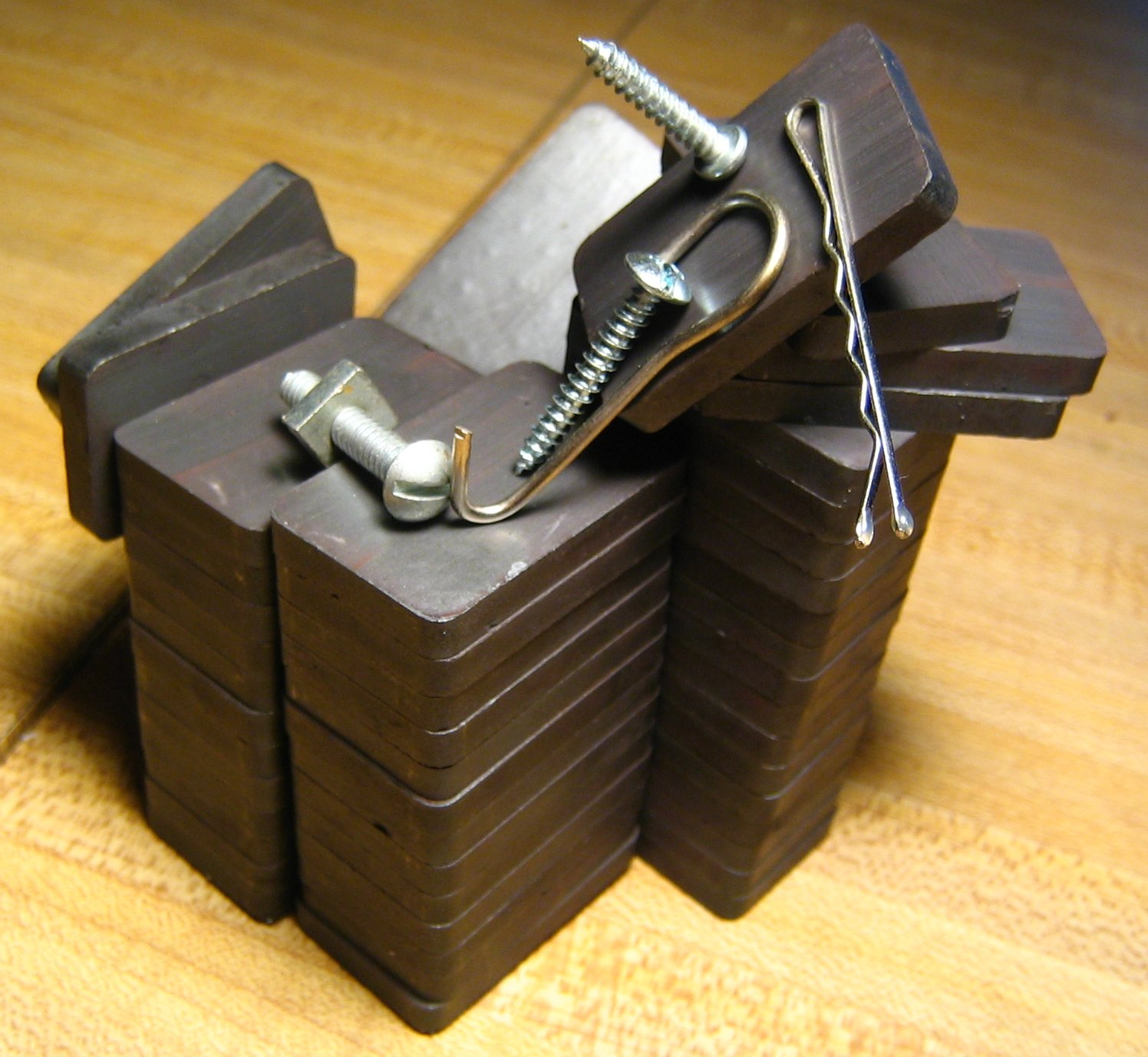
نمونه‌ای از آهنرباهای فریت

آهنرباهای فریت (به انگلیسی Ferrite Magnets)، سرامیکهایی هستند که از ترکیب اکسید آهن و فلزهای دو ظرفیتی مانند باریم، استرانسیم، سرب، نیکل، کبالت و … ساخته می‌شوند. فریت‌ها جزء مواد فری‌مغناطیسی هستند. آن‌ها سخت و شکننده‌اند و رنگشان خاکستری یا سیاه است. آهنربای طبیعی یا همان مگنتیت با فرمول {\displaystyle {Fe}_{3}O_{4}}، نمونه‌ای از یک آهنربای فریت است که از قرن‌ها پیش برای ساخت قطب‌نما به کار می‌رفته‌است.
فریت‌ها آهنرباهای چندان قوی‌ای نیستند اما به دلیل‌های مختلف از جمله قیمت ارزانشان، کاربردهای وسیعی در صنایع گوناگون دارند.

## ساختار و فرمول شیمیایی
فرمول کلی فریت‌ها را می‌توان به صورت {\displaystyle M({Fe}_{x}O_{y})} نوشت که در آن M یک فلز دو ظرفیتی مانند نیکل، منگنز، مس، باریم، ایتریم و … است. از نظر ساختار ماده، فریت‌ها جز مواد چندبلوری هستند. به این معنی که از تعداد زیادی بلورهای ریز با جهت‌گیری‌های مختلف تشکیل شده‌اند. از لحاظ ساختار بلوری فریت‌ها انواع مختلفی دارند مانند فریت‌های اسپینل، گارنت، پروسکایت و هگزاگونال (شش وجهی). برای ساخت آهنرباها از سه خانوادهٔ اصلی فریت‌ها استفاده می‌شود که عبارتند از: فریت‌های هگزاگونال، فریت‌های اسپینل و فریت‌های گارنت.

### فریت‌های هگزاگونال
فرمول کلی آن‌ها به صورت {\displaystyle M({Fe}_{12}{O}_{19})} است که در آن M معمولاً باریم، استرانسیم یا سرب است. ساختار بلوری آن‌ها به صورت منشور شش وجهی یا هگزاگونال با یک محور عمودی است. مغناطیس ماده در راستای این محور عمودی آسان‌تر از سایر محورها انجام می‌شود. به همین دلیل این فریت‌ها از لحاظ مغناطیسی جزء مواد مغناطیسی سخت محسوب می‌شوند. یعنی اندازه یا جهت میدان مغناطیسی آن‌ها به راحتی تغییر نمی‌کند و از این رو برای ساخت آهنرباهای دائمی مناسب‌اند. این خانواده را «هگزافریت» نیز می‌نامند. هگزافریت‌ها مواد اصلی ساخت آهنرباهای فریت دائمی هستند. «باریم هگزافریت» ({\displaystyle Ba{Fe}_{12}{O}_{19}}) با نام تجاری «فروکسدور» (Ferroxdure) نمونه‌ای از هگزافریت‌ها است.

### فریت‌های اسپینل
فرمول کلی آن‌ها به صورت {\displaystyle M({Fe}_{2}{O}_{4})} است که در آن M یکی از فلزهای منگنز، نیکل، کبالت، روی، مس یا منیزیم است. ساختار بلوری آن‌ها همریخت بلور کانی اسپینل ({\displaystyle Mg{Al}_{2}{O}_{4}}) و مکعبی شکل است. جهت‌گیری بلوری تأثیری در مگنیشن ماده ندارد و به همین دلیل جزء مواد مغناطیسی نرم محسوب می‌شوند. یعنی اندازه یا جهت میدان مغناطیسی آن‌ها به آسانی تغییر می‌کند. از این رو برای ساخت آهنرباهای موقت مناسب‌اند. «نیکل فریت» ({\displaystyle Ni{Fe}_{2}{O}_{4}}) و «منگنز فریت» ({\displaystyle Mn{Fe}_{2}{O}_{4}}) نمونه‌هایی از فریت‌های اسپینل هستند.

### فریت‌های گارنت
فرمول کلی آن‌ها به صورت {\displaystyle {M}_{3}({Fe}_{5}{O}_{12})} است که در آن M فلز ایتریم (Y) یا یک عنصر خاکی کمیاب دیگر است. ساختار بلوری آن مشابه کانی گارنت (لعل) و مکعبی شکل است. اما پیچیدگی بیشتری نسبت به ساختار اسپینل دارد و مگنیشن این ماده در جهت‌های مختلف نتایج متفاوتی دارد. این مواد نیز جزء مواد مغناطیسی سخت محسوب می‌شوند. «ایتریم آهن گارنت» (YIG) با فرمول {\displaystyle {Y}_{3}({Fe}_{5}{O}_{12})}
نمونه‌ای از فریت‌های گارنت است که در مدارهای الکترونیکی تجهیزات مایکروویو به کار می‌رود.

## مواد فری مغناطیسی
آهنرباهای فریت از دستهٔ مواد فری مغناطیسی هستند. در این مواد جهت گشتاورهای مغناطیسی اتم‌ها مخالف هم است اما چون اندازه‌شان برابر نیست یکدیگر را به‌طور کامل خنثی نمی‌کنند و گشتاور مغناطیسی خالصی در ماده باقی می‌ماند. هنگامی که این مواد در یک میدان مغناطیسی خارجی قرار می‌گیرند، تمام این گشتاورهای باقی‌مانده هم‌جهت می‌شوند و ماده خاصیت مغناطیسی پیدا می‌کند. بیشتر این گشتاورها پس از حذف میدان خارجی نیز تقریباً هم‌جهت می‌مانند و ماده را به یک آهنربای دائمی تبدیل می‌کنند.
یکی از نمونه‌های معروف آهنرباهای فریت، یکی از اکسیدهای آهن به نام مگنتیت با فرمول{\displaystyle {Fe}_{3}O_{4}} است که آن را به عنوان «آهنربای طبیعی» نیز می‌شناسند. این ماده دو یون آهن سه ظرفیتی و یک یون آهن دو ظرفیتی دارد. جهت‌گیری گشتاور مغناطیسی دو یون آهن سه ظرفیتی مخالف هم است و یکدیگر را خنثی می‌کنند. اما گشتاور مغناطیسی یون‌های آهن دو ظرفیتی خنثی نشده باقی می‌ماند و در ماده خاصیت مغناطیسی ایجاد می‌کنند.

## فریت‌های سخت و نرم
از لحاظ خواص مغناطیسی، فریت‌ها به دو دستهٔ «سخت» (آهنرباهای دائمی) و «نرم» (آهنرباهای موقت) تقسیم می‌شوند:

### فریت‌های نرم
این مواد از یک سو تراوایی مغناطیسی بالایی دارند و با قرار گرفتن در یک میدان مغناطیسی خارجی به راحتی خاصیت مغناطیسی پیدا می‌کنند و میدان را تقویت می‌کنند. از سوی دیگر وادارندگی پایینی دارند و با حذف میدان خارجی، خاصیت مغناطیسی خود را از دست می‌دهند. به عبارت دیگر مگنیشن و دی مگنیشن این فریت‌ها به آسانی انجام می‌شود. 

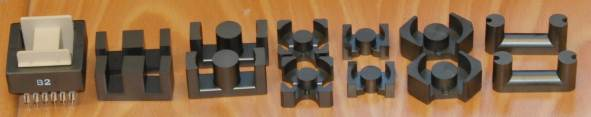
هسته‌های فریتی با شکل‌های گوناگون برای ساخت القاگرها و ترانسفورماتورهای کوچک

 از این فریت‌ها در تجهیزاتی استفاده می‌شود که میدان‌های مغناطیسی متناوب ایجاد می‌کنند مانند هستهٔ ترانسفورماتورها و القاگرهای دستگاه‌های مخابراتی و میکروالکترونیک. یک مزیت مهم فریت‌های نرم نسبت به مواد مغناطیسی نرم فلزی و رسانا این است که عایق الکتریسیته هستند. چرا که با تغییر اندازه یا جهت میدان مغناطیسی، در مواد رسانا جریان‌های الکتریکی القا می‌شود و این امر منجر به تولید گرما و اتلاف انرژی می‌شود. به این پدیده ایجاد «جریان گردابی» (Eddy Current) گفته می‌شود. عایق بودن فریت‌ها از ایجاد جریان گردابی و اتلاف انرژی جلوگیری می‌کنند.

### فریت‌های سخت
فریت‌های سخت برای ساخت آهنرباهای دائمی به کار می‌روند. در این مواد نیروی وادارندگی زیاد است و پس از مغناطیسی شدن، به راحتی نمی‌توان جهت یا اندازهٔ میدان مغناطیسی آن‌ها را تغییر داد. از این رو برای ساخت آهنربای در یخچال‌ها، بلندگوها و میکروفون ها، جداکننده‌های مواد معدنی و … استفاده می‌شوند. برای ساخت فریت‌های سخت از خانواده‌ای از فریت‌ها موسوم به «هگزافریت‌ها» استفاده می‌شود.

## تاریخچه
اولین آهنربای فریت توسط دو محقق ژاپنی به نام‌های «یوگورو کاتو» (Yogoro Kato) و «تاکشی تاکِی» (Takeshi Takei) از مؤسسهٔ فناوری توکیو در ۱۹۳۰ ساخته شد. حدود بیست سال بعد در ۱۹۵۰ باریم هگزافریت ({\displaystyle Ba{Fe}_{12}{O}_{19}}) در آزمایشگاه فیزیک شرکت هلندی فیلیپس کشف شد. این کشف به صورت اتفاقی رخ داد. قرار بود نمونه‌ای از مادهٔ لانتانیم فریت ساخته شود تا در مورد خواص نیم‌رسانایی آن تحقیق شود. در اثر اشتباه یک دستیار آزمایشگاه مادهٔ باریم هگزافریت ساخته شد. وقتی که متوجه شدند این ماده خاصی مغناطیسی دارد و ساختارش را با پراش اشعهٔ ایکس مشخص کردند، آن را به بخش پژوهش‌های مغناطیس فرستادند. از آنجا که این ماده هم ارزان بود و هم وادارندگی بالایی داشت ({\displaystyle KA/m}۱۷۰)، شرکت فیلیپس در ۱۹۵۲ آن را به تولید انبوه رساند و با نام تجاری «فروکسدور» (Ferroxdure) به بازار عرضه کرد. قیمت پایین و عملکرد مناسب آن باعث توسعهٔ سریع استفاده از آهنرباها در صنایع مختلف شد. همین شرکت در ۱۹۶۰ آهنربای «استرانسیم هگزافریت» ({\displaystyle Sr{Fe}_{12}{O}_{19}}) را عرضه کرد که توانمندتر از باریم هگزافریت بود. این دو ماده با تکیه بر عملکرد خوب و قیمت پایینشان تا دههٔ ۱۹۸۰ بخش عمدهٔ بازار آهنرباها را در اختیار داشتند. در دههٔ ۱۹۸۰ فریت {\displaystyle Ba{Fe}_{2}^{+2}{Fe}_{16}^{+3}{O}_{27}} و در ۱۹۹۱ فریت {\displaystyle {Ba}_{2}Zn{Fe}_{18}{O}_{23}} ارائه شدند که عملکردی بهتر از فریت‌های قبلی داشتند.

## ویژگی‌ها و کاربردها
توان آهنربایی فریت‌ها چندان بالا نیست و حداکثر به ۳۰ کیلوژول بر متر مکعب می‌رسد. از این رو ایجاد میدان‌های مغناطیسی قوی به وسیلهٔ فریت‌ها به معنای استفاده از مقادیر زیادی آهنرباست؛ بنابراین در مواردی که حجم یا وزن آهنرباها باید کم باشد، نمی‌توان از آن‌ها استفاده کرد. اما برخی ویژگی‌های خاص آن‌ها باعث شده در مواردی دیگر کاربردهای وسیعی داشته باشند. فریت‌ها ارزان هستند، مواد اولیه‌شان فراوان است و پایداری شیمیایی بالایی دارند. دمای کوری (Curie Point) آن‌ها بالا و در حدود ۴۷۵–۴۲۰ درجهٔ سلسیوس است و علاوه بر آن وادارندگی آن‌ها با افزایش دما نه تنها کم نمی‌شود بلکه افزایش می‌یابد. از همین رو در جاهایی که نیاز به دماهای بالا هست، می‌توان از آن‌ها استفاده کرد.
از فریت‌ها در ساخت موتورهای الکتریکی کوچک استفاده می‌شود که کاربردهای بسیاری در قطعات خودروها و ابزارهای بدون سیم مانند دریلها و پیچ‌گوشتیهای برقی و شارژی دارند. آهنرباهای بلندگوها و میکروفونها و نیز درِ یخچالها نیز از فریت‌ها هستند.
یک خاصیت مهم فریت‌ها این است که عایق الکتریسیته هستند. این ویژگی برای استفاده از آن‌ها در کاربردهایی مانند هستهٔ ترانسفورماتورها و القاگرها بسیار مفید است. چرا که در جاهایی که میدان‌های مغناطیسی متغیر وجود دارد، تغییر میدان مغناطیسی موجب القای جریان الکتریکی در مواد رسانا و فلزها شده که این به نوبهٔ خود باعث ایجاد گرما و اتلاف انرژی می‌شود. این پدیده را ایجاد «جریان گردابی» (Eddy Current) می‌نامند. به همین دلیل در چنین مواردی نمی‌توان از آهنرباهای فلزی استفاده کرد. اما آهنرباهای فریت به دلیل عایق بودن، جریان گردابی را به شدت کاهش می‌دهند و از اتلاف انرژی به صورت گرما جلوگیری می‌کنند.
تراوایی مغناطیسی فریت‌ها بالاست و به همین دلیل برای ساخت تجهیزاتی مانند آنتنها به کار می‌روند.
برخی از فریت‌ها انرژی امواج مایکروویو را فقط در یک جهت جذب می‌کنند و از این رو برای ساخت موج‌برهای مایکروویو استفاده می‌شوند.

## کاربرد تکنولوژیک
یکی از ویژگی‌های منحصر به فرد فریت‌ها این است که امواج الکترومغناطیسی با طول موج‌های بلند را جذب می‌کنند. در حالی که فلزها آنان را منعکس می‌کنند و مواد عایق آن‌ها را از خود عبور می‌دهند. از این ویژگی برای جذب امواج رادار و پنهان‌کاری هواپیماها استفاده می‌شود. برای این کار هواپیماها را با رنگ‌های خاصی که از فریت‌ها ساخته می‌شوند رنگ‌آمیزی می‌کنند.